# Albueskæl
Albueskæl (Patella vulgata) er en 3-5 centimeter stor, marin snegl med en skjoldformet, hueformet skal. Den lever i tidevandszonen på vesteuropæiske klippekyster. Albueskæl er almindelig i den norske og svenske skærgård, men findes kun sjældent i Danmark ved den nordvestjyske kyst.
Sneglen lever af alger og rurer og lignende, som sidder på klipperne. Sneglens spidse ende er afrundet og ligner en albuespids, deraf navnet.

## Albueskæl spises rå
I Bretagne i Frankrig spiser man albueskæl rå efter at have stukket en kniv ind under skallen for at frigøre den fra klippen. Derefter skærer man rundt langs indersiden af skallen for at frigøre sneglekødet, så det kan spises.

## Andre albueskæl-arter
På dansk er andre snegle navngivet 'albueskæl':
- Stribet albueskæl (Tectura virginea).
- Spids albueskæl (Lepeta caeca).
- Hueformet albueskæl (Iothia fulva).
- Slidset albueskæl (Emarginula fissura).

Den sidstnævnte art, slidset albueskæl, er en snegl i familien skalslidssnegle (Fissurellidae). På engelsk og i videnskabelig litteratur kaldes disse snegle for "keyhole limpet". De ligner overfladisk arten albueskæl (Patella vulgata), men har hul i toppen af skallen – deraf navnet skalslidsnegle. De kaldes undertiden også "marine limpets" og er ikke nært beslægtede med albueskæl.

## Billeder
- Albueskæl vendt, så man ser selve sneglen.
- Albueskæl på granitsten i Galicien.